# Marburg Open 2016
Marburg Open 2016 byl profesionální tenisový turnaj pořádaný jako součást mužského okruhu ATP Challenger Tour, který se odehrával na otevřených antukových dvorcích klubu Tennis-Verein 1965 Marburg. Konal se mezi 27. červnem až 2. červencem 2016 v německém Marburgu jako sedmý ročník turnaje.
Rozpočet turnaje činil 42 500 eur a hráči měli zajištěnu tzv. Hospitality. Nejvýše nasazeným tenistou ve dvouhře se stal stopátý muž žebříčku Nikoloz Basilašvili z Gruzie. Jako poslední přímý účastník do hlavní singlové soutěže nastoupil 237. italský hráč žebříčku Federico Gaio.
Singlový titul na challengeru vybojoval Čech Jan Šátral, pro něhož to byla premiérová trofej z dvouhry na tomto okruhu, když poprvé postoupil přes čtvrtfinálovou fázi. Deblovou část vyhrála americko-rakouská dvojice James Cerretani a Philipp Oswald.

## Rozdělení bodů a finančních odměn

### Rozdělení bodů
| Soutěž  | vítězové | finalisté | semifinalisté | čtvrtfinalisté | 16 v kole | 32 v kole | Q |
| dvouhra | 90       | 55        | 33            | 17             | 8         | 0         | 5 |
| čtyřhra | 90       | 55        | 33            | 17             | 0         | —         | — |

### Finanční odměny
| Soutěž                              | vítězové | finalisté | semifinalisté | čtvrtfinalisté | 16 v kole | 32 v kole |
| ----------------------------------- | -------- | --------- | ------------- | -------------- | --------- | --------- |
| dvouhra                             | €6 150   | €3 600    | €2 130        | €1 245         | €730      | €440      |
| čtyřhra                             | €2 650   | €1 500    | €920          | €540           | €310      | —         |
| částka ve čtyřhře je uvedena na pár |          |           |               |                |           |           |

## Mužská dvouhra

### Nasazení
| Stát                           | Hráč                    | ATP  | Nasazení |
| ------------------------------ | ----------------------- | ---- | -------- |
| Argentina                      | Carlos Berlocq          | 101. | 1.       |
| Gruzie                         | Nikoloz Basilašvili     | 105. | 2.       |
| Rakousko                       | Gerald Melzer           | 107. | 3.       |
| Belgie                         | Steve Darcis            | 110. | 4.       |
| Slovensko                      | Jozef Kovalík           | 128. | 5.       |
| Německo                        | Daniel Brands           | 130. | 6.       |
| Německo                        | Tobias Kamke            | 133. | 7.       |
| Španělsko                      | Daniel Muñoz de la Nava | 134. | 8.       |
| Argentina                      | Nicolás Kicker          | 135. | 9.       |
| Žebříček ATP k 20. červnu 2016 |                         |      |          |

### Jiné formy účasti
Následující hráči obdrželi divokou kartu do hlavní soutěže:
- Sebastian Fanselow
- Jeremy Jahn
- Julian Lenz
- Manuel Peña López

Následující hráč nastoupil do hlavní soutěže z pozice náhradníka:
- Andrea Arnaboldi

Následující hráči postoupili z kvalifikace:
- Germain Gigounon
- Dimitar Kuzmanov
- Sumit Nagal
- Yannik Reuter

Následující hráč postoupil z kvalifikace jako tzv. šťastný poražený:
- Giovanni Lapentti

## Mužská čtyřhra

### Nasazení
| Stát                                                                      | Hráč                      | Stát         | Hráč           | ATP  | Nasazení |
| ------------------------------------------------------------------------- | ------------------------- | ------------ | -------------- | ---- | -------- |
| USA                                                                       | James Cerretani           | Rakousko     | Philipp Oswald | 180. | 1.       |
| Polsko                                                                    | Tomasz Bednarek           | Bělorusko    | Sergej Betov   | 236. | 2.       |
| Brazílie                                                                  | Fabrício Neis             | Jižní Afrika | Ruan Roelofse  | 247. | 3.       |
| Mexiko                                                                    | Miguel Ángel Reyes-Varela | USA          | Max Schnur     | 263. | 4.       |
| Žebříček ATP k 20. červnu 2016; číslo je součtem umístění obou členů páru |                           |              |                |      |          |

### Jiné formy účasti
Následující páry obdržely divokou kartu do hlavní soutěže:
- Jan Beusch /  Tadej Turk
- Julian Lenz /  Andreas Mies
- Ivan Sabanov /  Matej Sabanov

Následující pár pro účast ve čtyřhře uplatnil žebříčkovou ochranu:
- Gero Kretschmer /  Simon Stadler

## Přehled finále

### Mužská dvouhra
- Jan Šátral vs.  Marco Trungelliti, 6–2, 6–4

### Mužská čtyřhra
- James Cerretani /  Philipp Oswald vs.  Miguel Ángel Reyes-Varela /  Max Schnur, 6–3, 6–2